# 島野亜希子
島野 亜希子（しまの あきこ、1985年12月31日 - ）は、東京都出身の元タレント。身長157cm、B84・W58・H84。血液型はA型。フィットワンに所属していた。

## 人物・エピソード
- 趣味はカラオケ、ショッピング。
- 姉が1人いる[1]。
- 芸能人女子フットサルチーム「TEAM SPAZIO」の元メンバー（チームは既に解散）。2006年8月にはめざましテレビのフットサルチーム「サンバガールズ」のメンバーとして「すかいらーくグループリーグ in お台場冒険王“真夏の女王”決定戦」に出場したが、チームは10戦全敗に終わった。
- 2012年11月に結婚式を挙げたことが、事務所の同僚だった吉川麻衣子（現在は芸能活動休止）のブログで明かされた[2]。

## TV
- なりギャル（チバテレビ）
- SDM発!（フジテレビ）
- 体操の時間（フジテレビ）
- 秘書のカガミ（2008年、テレビ東京）

## DVD
- FLOWER LABEL（2004年10月29日、GIRLS RECORD）
- 島野亜希子（2005年10月28日、i-cf）
- With you 島野亜希子（2007年4月30日、ペイ・パー・ビュー・ジャパン）